# Бунт пограничников

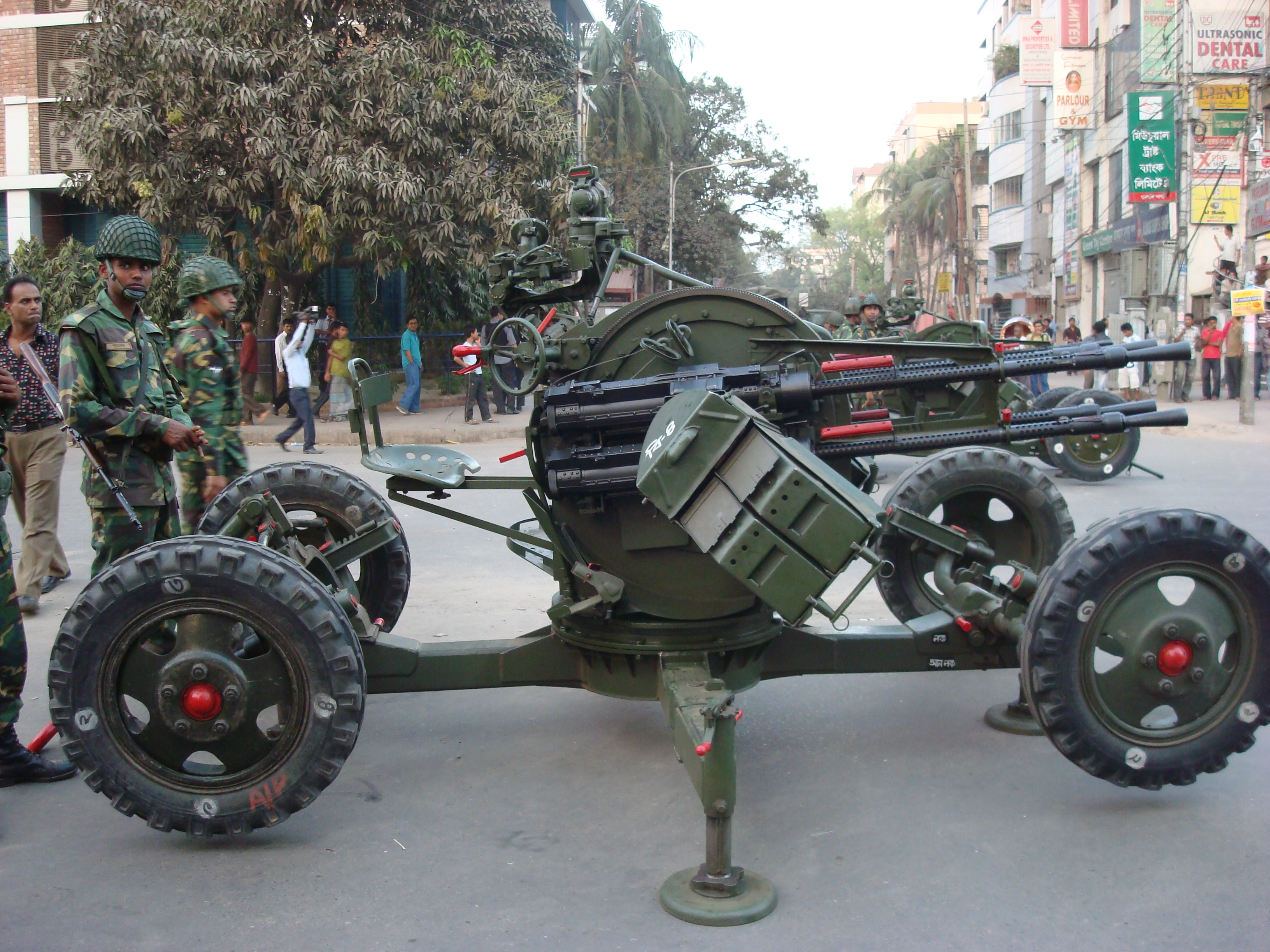
Армейский патруль вокруг захваченной штаб-квартиры

Бунт пограничников — вооружённое выступление «Бангладешских стрелков» в Дакке 25 февраля 2009 года. Одним из основных требований мятежников было повышение жалования. Для реализации своих требований они захватили штаб-квартиру своего подразделения во время совещания командного состава, взяв в заложники высших офицеров, а также членов их семей. Армия в ответ блокировала входы и выходы с территории комплекса, расположенного в оживленной части города, началась стрельба.
Смещение армейских офицеров с постов в службе «Бангладешские стрелки» было одним из главных требований мятежников.
Конфликт между рядовыми пограничниками и руководством службы назревал более 20 лет. В соответствии со сложившейся практикой, руководящие посты в службе занимали офицеры из бангладешской армии, которые сменялись раз в несколько лет. Между тем, ветераны службы, которые не могли надеяться на повышение, довольствовались скромной зарплатой и копили обиду. Особенное раздражение пограничников вызывал большой разрыв в довольствии между старшими офицерами и младшими чинами. Бунт вспыхнул во время празднования «Недели Бангладешских стрелков», которое началось во вторник. Накануне штаб-квартиру погранслужбы посетила премьер-министр страны Хасина Вазед.

## Итоги бунта
26 февраля премьер-министру Шейх Хасине (Sheikh Hasina) удалось уговорить бунтовщиков сдаться в обмен на полную амнистию. Количество жертв спорадически вспыхивающих перестрелок достигло 81 человека.
В 2014 году суд Бангладеш приговорил 152 пограничников к смертной казни.
Воинское формирование «Бангладешские стрелки» насчитывает около 65 тыс. военнослужащих, занятых преимущественно охраной границ. Они также привлекаются на обеспечение порядка во время парламентских и других выборов. Подавляющее большинство нынешних бангладешских мятежников — рядовой и сержантский состав.